# هنري تشارلز ستانلي
هنري تشارلز ستانلي (بالإنجليزية: Henry Charles Stanley)‏ هو مهندس أسترالي، ولد في 1840، وتوفي في 1921.